# Free Willy 2: The Adventure Home
Free Willy 2: The Adventure Home é um filme estadunidense de 1995, gêneros drama e aventura, dirigido por Dwight H. Little para a Warner Bros. Family Entertainment. É uma sequência do filme de 1993 Free Willy , também estrelado por Jason James Richter e August Schellenberg .

## História
Dois anos depois de ajudá-la a se libertar do cativeiro, o garoto Jesse (Jason James Richter) e a orca Willy se reencontram na costa do Oceano Pacífico. O jovem leva uma vida tranquila ao lado de seus pais adotivos, e a orca agora nada acompanhada de seus novos amigos. Os dois vão embarcar em uma nova aventura para evitar que um grande vazamento de óleo os separe mais uma vez.

## Elenco
- Keiko .... Willy
- Jason James Richter .... Jesse Greenwood
- Francis Capra .... Elvis
- August Schellenberg .... Randolph Johnson
- Mary Kate Schellhardt .... Nadine
- Michael Madsen .... Glen Greenwood
- Jayne Atkinson .... Annie Greenwood
- Jon Tenney .... John Milner
- Mykelti Williamson .... Dwight Mercer
- Elizabeth Peña .... Dr. Kate Haley
- Paul Tuerpe .... assistente de Milner
- M. Emmet Walsh .... Bill Wilcox
- John Considine .... Comandante Blake
- Steve Kahan .... Capitão Nilson
- Neal Matarazzo .... Timoneiro Kelly